# نظرية انتقال السلطة
نظرية انتقال السلطة، (بالإنجليزية: Power transition theory)‏، هي نظرية حول طبيعة الحرب، فيما يتعلق بقوة العلاقات الدولية. تم نشر النظرية لأول مرة، في عام 1958 من قبل مؤلفها، «ابرانو اورجانيسكي»، في كتابه، السياسة العالمية (1958).

## التسلسل الهرمي
في حين أن التسلسل الهرمي لاورجانيسكي، أشار في البداية فقط، إلى النظام الدولي بأكمله، إلا أن دوغلاس ليمك، قام في وقت لاحق، بتوسيع نموذج التسلسل الهرمي، ليشمل التسلسلات الهرمية الإقليمية، بحجة أن كل منطقة، تحتوي على قوتها المهيمنة، وقوتها العظمى، وقوتها الصغيرة. وبالتالي التسلسلات الهرمية الإقليمية، موجودة في التسلسل الهرمي الدولي الأكبر.

## تطبيق تاريخي

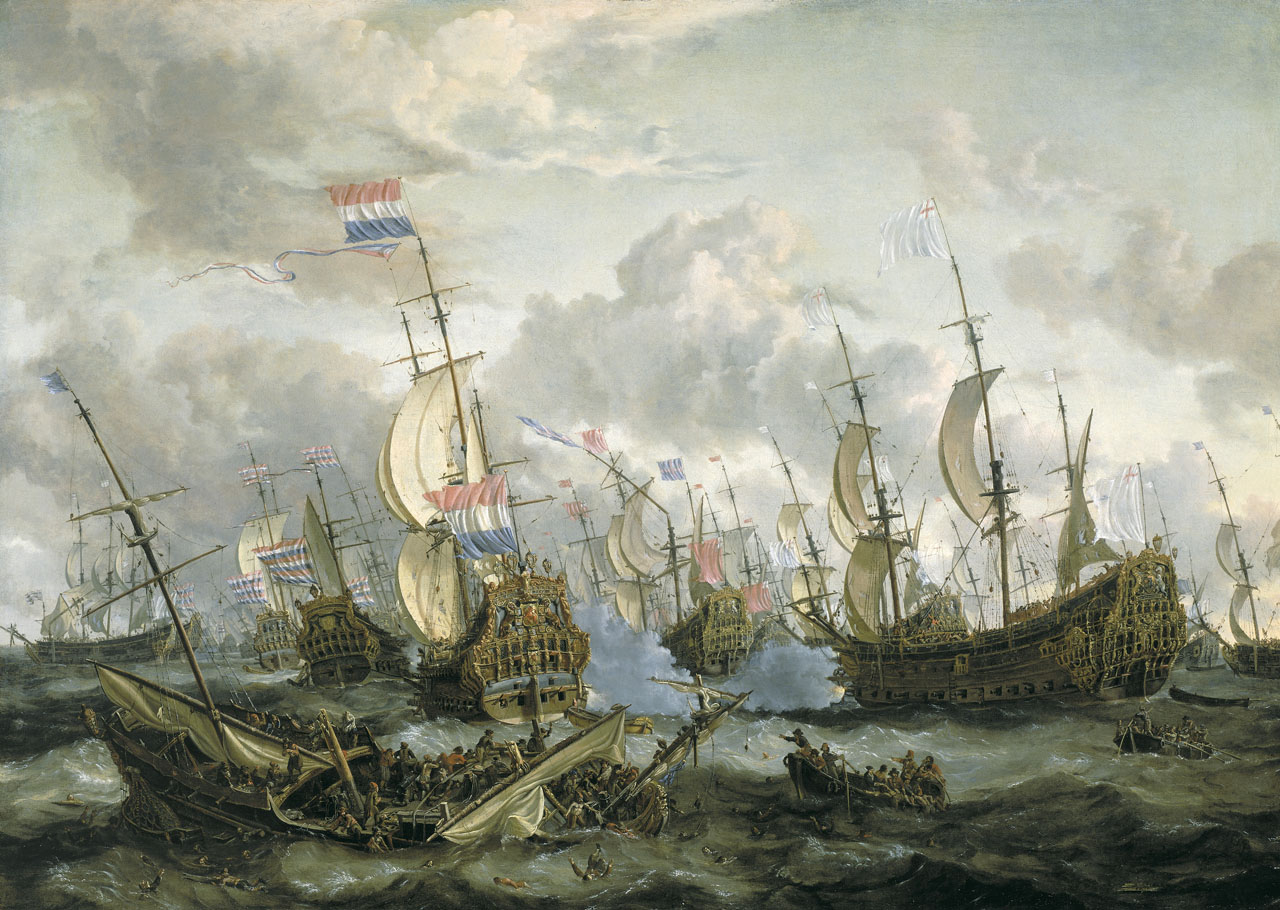
الأمير الملكي، والسفن الأخرى، في معركة الأيام الأربعة ، 14 يونيو 1666 "" بقلم "إبراهام ستورك" تصور معركة الحرب الأنجلو-هولندية الثانية

تؤدي هذه النظرية، إلى نظرية دورة الحرب الطويلة، وتسعى إلى توضيح الاتجاهات بين الدول المتحاربة، في الـ 500 عام الماضية. الاتجاه العام، هو أن الأمة تحقق قوة الهيمنة، ثم تتحدى القوة العظمى. هذا يؤدي إلى حرب خلقت في الماضي، انتقالًا بين القوتين. يوجين R. يستكشف. حروب الماضي، وعلاقتها بنظرية نقل السلطة في كتابه «السياسة العالمية: الاتجاه والتحول». وهو ما يفسر ذلك باستخدام مؤشر تركيز، جورج موديليسكي.